# (R)-3-estere-idrossiacido deidrogenasi
La (R)-3-estere-idrossiacido deidrogenasi è un enzima appartenente alla classe delle ossidoreduttasi, che catalizza la seguente reazione:
etil (R)-3-idrossiesanoato + NADP+ ⇄ etil 3-ossoesanoato + NADPH + H+
Quindi, i due substrati di questo enzima sono etile (R)-3-idrossiesanoato e NADP +, mentre i suoi tre prodotti sono etil 3-oxoesanoato, NADPH ed H +.
Questo enzima appartiene alla famiglia delle ossidoriduttasi, specificamente quelli che agiscono sul gruppo CH-OH del donatore con NAD + o NADP + come accettore.
Il nome sistematico di questa classe di enzimi è etil-(R)-3-idrossiesanoato: NADP + 3-ossidoriduttasi. Questo enzima è anche chiamato 3-oxo estere (R)-riduttasi.

L'enzima agisce anche sull'etil(R)-3-ossobutanoato e su alcuni altri esteri (R)-3-idrossiacidi. Il simbolo(R)- è assegnato in base al presupposto che nessun sostituente cambi l'ordine di priorità da O-3 > C-2 > C-4. 